# Recordings
Recordings è la quarta raccolta del gruppo musicale britannico Porcupine Tree, pubblicata il 12 giugno 2001 dalla Delerium Records.

## Descrizione
Distribuito in tiratura limitata a 20 000 copie, il disco contiene una selezione di brani realizzati durante le sessioni di registrazione di Lightbulb Sun (tra cui gli inediti Buying New Soul e Access Denied), oltre a b-side di precedenti singoli tratti dal suddetto album e da Stupid Dream.
Nel 2010 è uscita una riedizione CD sempre da parte della Kscope, la quale ha distribuito l'anno seguente anche un'edizione doppio vinile.

## Tracce
Testi e musiche di Steven Wilson, eccetto dove indicato.
1. Buying New Soul – 10:24 (Richard Barbieri, Colin Edwin, Chris Maitland, Steven Wilson)
2. Access Denied – 3:35
3. Cure for Optimism – 6:11
4. Untitled – 8:53 (Richard Barbieri, Colin Edwin, Chris Maitland, Steven Wilson)
5. Disappear – 3:37
6. Ambulance Chasing – 6:32 (Richard Barbieri, Colin Edwin, Chris Maitland, Steven Wilson)
7. In Formaldehyde – 5:19
8. Even Less – 13:55 – versione estesa
9. Oceans Have No Memory – 3:06

## Formazione
Hanno partecipato alle registrazioni, secondo le note di copertina:
Gruppo
- Steven Wilson – voce, chitarra, pianoforte, campionatore, dulcimer martellato (tracce 2 e 7), mellotron (tracce 5 e 7), arrangiamento strumenti ad arco (tracce 6 e 8), organo Hammond (traccia 9)
- Richard Barbieri – tastiera, sintetizzatore analogico, organo Hammond (tracce 5 e 6)
- Chris Maitland – batteria
- Colin Edwin – basso, contrabbasso

Altri musicisti (tracce 6 e 8)
- Theo Travis – sassofono, flauto traverso
- Chris Thorpe – arrangiamento strumenti ad arco
- The East of England Orchestra – strumenti ad arco
- Nicholas Kok – direzione orchestra